# Jags Vöslau
Die Jags Vöslau sind ein Handballverein aus Bad Vöslau.

## Geschichte

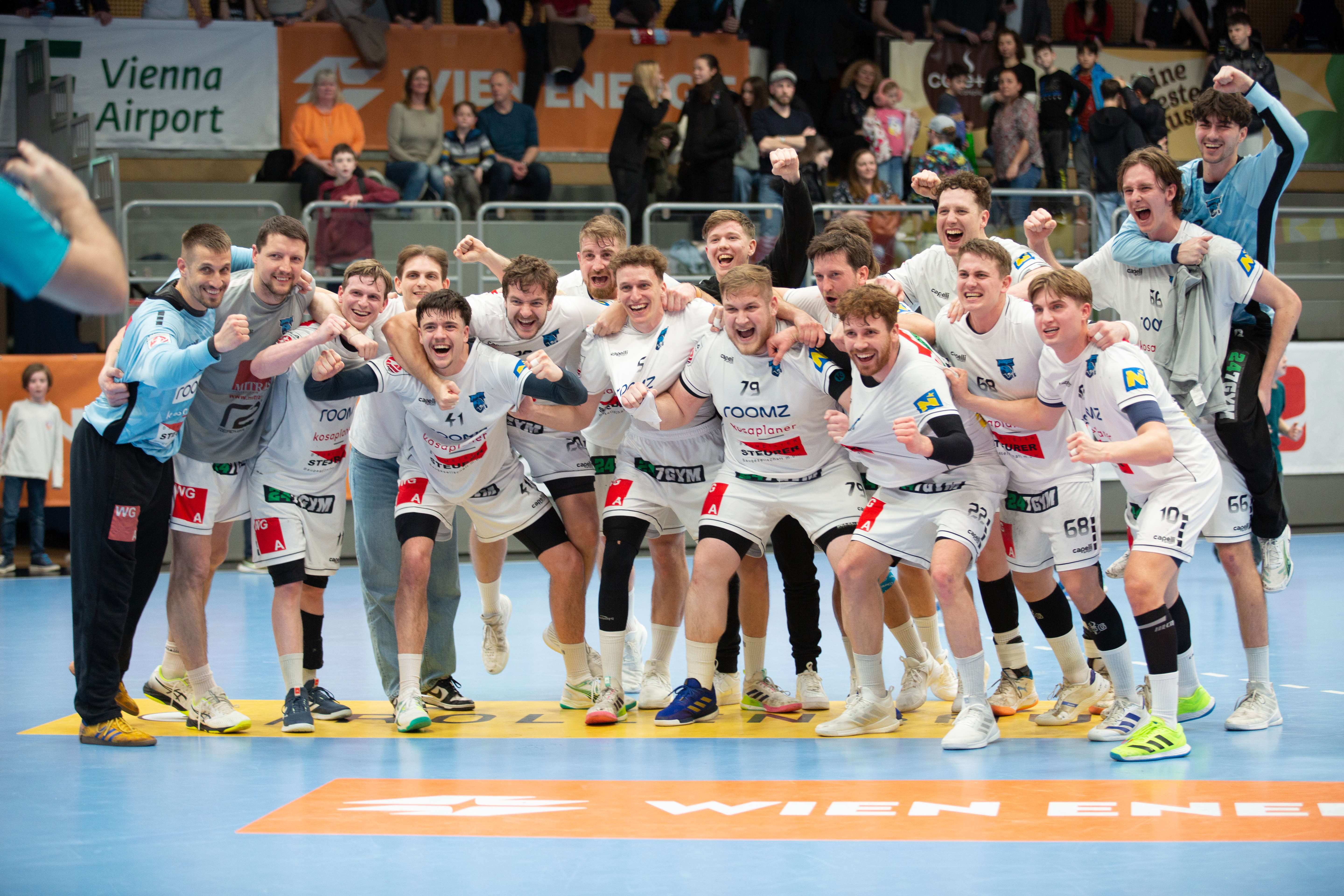
Die erste Mannschaft der Jags Vöslau der Saison 2023/24

1945 wurde der Verein als Vöslauer HC gegründet. 2013/14 stieg der Verein aus der Landesliga in die HLA Challenge auf. Im August 2020 erfolge die Umbenennung in Bad Vöslau Jags. 2020/21 belegte das Team den zweiten Platz in der HLA Challenge und war, durch die Aufstockung auf 12 Mannschaften, damit zum Aufstieg in die Handball Liga Austria berechtigt. Seit 2021/22 läuft die erste Mannschaft in der Handball Liga Austria auf. 2024/25 erreichte das Team das Finale im ÖHB-Cup, verlor dieses aber um ein Tor gegen Handball Tirol.

## HLA-Kader 2024/25
| Nr. | Name                         | Nationalität | Position        | im Team seit | Letzter Verein             |
| --- | ---------------------------- | ------------ | --------------- | ------------ | -------------------------- |
| 1   | Thomas Bauer                 | Österreicher | Tor             | 2023         | Olympiakos SFP             |
| 42  | Boris Ilov                   | Österreicher | Tor             | --           | eigene Jugend              |
| 5   | Lukas Nikolic                | Österreicher | Rückraum Mitte  | 2023         | UHK Krems                  |
| 8   | Tim Diry                     | Österreicher | Kreis           | --           | eigene Jugend              |
| 10  | Julian Riedner               | Österreicher | Links Außen     | --           | eigene Jugend              |
| 11  | Raphael Muck                 | Österreicher | Rückraum Rechts | --           | eigene Jugend              |
| 14  | Emil Scheicher               | Österreicher | Rückraum Rechts | --           | eigene Jugend              |
| 15  | Mateo Dika                   | Kroate       | Rückraum Rechts | 2023         | HSG Graz                   |
| 20  | Ole-Gunnar Steinhagen        | Deutscher    | Rückraum Links  | 2021         | HC Gelpe/Strombach         |
| 23  | Christoph Barta              | Österreicher | Rechts Außen    | --           | eigene Jugend              |
| 41  | Jan Kovačec                  | Kroate       | Rückraum Mitte  | 2024         | RK Maribor Branik          |
| 55  | Eduardo Filipe Mota Mendonça | Portugiese   | Kreis           | 2024         | Pfadi Winterthur           |
| 66  | Moritz Doblhoff-Dier         | Österreicher | Rückraum Links  | --           | eigene Jugend              |
| 68  | Fabian Schartel              | Österreicher | Links Außen     | 2019         | HSG Graz                   |
| 75  | Marijan Rojnica              | Österreicher | Rechts Außen    | 2024         | TSV St. Otmar St. Gallen   |
| 77  | Victor Pelechenko            | Franzose     | Rückraum Links  | 2024         | CS Chênois Genève Handball |
| 84  | Jonas Dell                   | Deutscher    | Kreis           | 2024         | Limburg Lions              |
| 95  | Romas Kirveliavičius         | Österreicher | Rückraum Links  | 2023         | UHK Krems                  |

| Zugänge 2024/25 - Victor Pelechenko (CS Chênois Genève Handball) - Eduardo Mendonca (Pfadi Winterthur) - Marijan Rojnica (TSV St. Otmar St. Gallen) - Jan Kovačec (RK Maribor Branik) - Jonas Dell (Limburg Lions) | Abgänge 2024/25 - Fabian Posch (Karriereende) - Richard Wöss (Karriereende) - Philip Schuster (Karriereende) - Marian Teubert (UHK Krems) - Sandro Jankovic (BT Füchse) - Lukas Kohlmaier (Karriereende) |

| Zugänge 2025/26 - Leonardo Abrahão (Club Balonmano Granollers) - Moritz Bachmann (HC Linz AG) - Roger Giner Duran (FC Barcelona II) | Abgänge 2025/26 - Ole-Gunnar Steinhagen (Ziel unbekannt) |

## Trainer
- Sebastià Salvat (2024–)[12]
- Spyros Balomenos (April 2022–2024)[13]
- Jan-Niklas Richtar (Mai 2021 -April 2022)[14]
- Bernhard Folta (–Mai 2021)[14]
- Janos Frey (2015–2017)[15][16]
- Jörg Merten (2012–2015)[15]